# Чарлс Уилсън
Чарлс Томсън Рийс Уилсън (на английски: Charles Thomson Rees Wilson, известен като C. T. R. Wilson) е шотландски физик, носител на Нобелова награда за физика за 1927 година.

## Биография
Роден е на 14 февруари 1869 година в Гленкорс, Шотландия. Завършва университетите в Манчестър и Кеймбридж.
През 1927 година получава Нобелова награда за създаване на метод за визуализация на траекториите на електрически заредени частици с помощта на кондензация на пренаситени пари. За целта той създава наречената на негово име камера на Уилсън (на английски: cloud chamber или Wilson chamber), едно от първите устройства за детектиране на заредени частици.
Умира на 15 ноември 1959 г. в Карлопс, в близост до Единбург.